# Уличная защита
«Уличная защита» — кинофильм.

## Сюжет
Улицы города наполнены проститутками, наркоманами, преступниками и извращенцами. Полицейский Эллис Райдер начинает работать в отряде после того, как был ранен в уличном столкновении. Вскоре он обращает внимание, что его напарникам, да и ему самому, нравятся насилие и жестокость.

## В ролях
- Уингз Хаузер
- Алексей Корда
- Роберта Васкес
- Сай Ричардсон
- Джесси Доран
- Лиза Робинс
- Мари Чэмберс
- Джесси Арагон
- Уильям Шокли

## Съёмочная группа
- Продюсер: Валтер Гернерт
- Сопродюсеры: Грегори Дарк, Пол Десатофф
- Помощники продюсера: Дэн Джоелсон, Тим Джонсон, Линда Филлипс-Пало
- Оператор: Пол Десатофф
- Композитор: Леонард Марсел